# Koniecpol
Koniecpol  (udtale: [kɔˈɲɛt͡spɔl]) er en by i den nordøstlige  del af  voivodskabet Schlesien i  det sydlige Polen. Byen   har 5.582(2021) indbyggere og et areal på 36,52 km², og er en del af  powiatet Częstochowa.

## Geografi
Koniecpol ligger i det bakkede område mellem Częstochowa og Kraków ved floden Pilica, 74 km nordøst for Kattowitz og 40 km øst for Częstochowa på grænsen til voivodskabet til voivodskabet Święty Krzyż.

## Historie
Koniecpol modtog tyske byrettigheder den 29. december 1443 fra den polske konge Vladislav 3.. Byen oplevede økonomisk fremgang i det 16. århundrede. I 1559 gav kong Sigismund 2. August byen ret til at bygge bro over floden, vejafgifter og markedsrettigheder. I det 17. århundrede blev byen flere gange ødelagt af krige og brande. I det 18. århundrede mistede Koniecpol sin økonomiske betydning. I 1815 blev byen en del af Kongrespolen. I 1827 begyndte arbejdet med at bygge et stålværk i byen. Under januaroprøret i 1863 mod russisk herredømme var der flere kampe i nærheden af byen. I 1870 blev byens charter tilbagekaldt af zaren som en strafforanstaltning.
Den økonomiske udvikling blev positivt påvirket af åbningen af jernbanelinjen fra Częstochowa til Kielce i 1903. I 1927 fik Koniecpol igen byrettigheder.